# Leptognathia vitjazi
Leptognathia vitjazi is een naaldkreeftjessoort uit de familie van de Leptognathiidae. De wetenschappelijke naam van de soort is voor het eerst geldig gepubliceerd in 1982 door Kudinova-Pasternak.